# Biton philbyi
Biton philbyi es una especie de arácnido  del orden Solifugae de la familia Daesiidae.

## Distribución geográfica
Se encuentra en Arabia Saudita.